# 山下湖镇
山下湖镇，是中国浙江省绍兴市诸暨市下辖的一个镇。
因该镇70%以上人员从事珍珠相关产业，被称为“珍珠之乡”。

## 行政区划
下辖以下地区：
珍珠城社区、山下湖村、广山村、詹家峧村、新长乐村、西杨龙村、赐绯庙村、解放村、泌湖村、枫江村、东江新村和新桔城村。